# کیم پیک
کیم پیک (به انگلیسی: Kim Peek) دارای سندرم ساوان یا همان حافظه تصویری یا فتوگرافیک بود. قسمت‌هایی از مغز او دچار نارسایی بود. در فیلم مرد بارانی شخصیت ریموند یا مرد بارانی، که داستین هافمن نقش او را بازی می‌کند، با الهام از زندگی واقعی کیم پیک ساخته شده‌است.
کیم پیک کوه حافظه تصویری دنیابود و او را با نام " مگانابغه " هم می‌شناسند.
کیم پیک هر ناحیه و کد پستی در ایالات متحده، شامل شهرهای بزرگ، شهرهای کوچک و حتی نواحی بین آنها را می‌شناخت.
او قادربود دو صفحه از یک کتاب را به‌طور همزمان بخواند (هر صفحه با یک چشم) و این کار را تنها در ۸ ثانیه و با دقت ۹۸ درصد انجام می‌داد.
وی ۱۲٬۰۰۰ جلد کتاب را تا کنون با همین روش مطالعه کرده‌است.
در سال ۱۹۸۴ نویسنده‌ای را ملاقات کرد که نتیجه آن ساخت فیلم " مرد بارانی " توسط " بری لوینسن " بود. در واقع شخصیت و ویژگی‌های کیم اساس شکل‌گیری کارکتر " ریموند " شد. " داستین هافمن " که بازی در این نقش را بر عهده داشت با کیم ملاقات کرد تا بتواند به خوبی از عهده اجرای آن برآید. این فیلم توانست اسکار بهترین فیلم، بهترین کارگردانی، بهترین بازیگر مرد و بهترین فیلمنامه را در همان سال ازآن خود کند.
کیم در ۱۹ دسامبر ۲۰۰۹ بر اثر حمله قلبی در گذشت.